# Guido Rasi
Guido Rasi (Padova, 9 gennaio 1954) è un medico italiano. È noto per essere stato direttore dell'Agenzia europea per i medicinali (EMA).

## Biografia
Nato a Padova nel 1954, Guido Rasi si è laureato in Medicina e ha lavorato come medico a Roma dal 1978 al 1990. Dal 1990 al 2005 Rasi ha lavorato presso l'Istituto di Medicina Sperimentale del Consiglio Nazionale delle Ricerche. Nel 1999 ha collaborato con l'Università della California - Berkeley. Nel 2005 è stato nominato direttore dell'Istituto di Neurobiologia e Medicina Molecolare del Consiglio Nazionale delle Ricerche a Roma. Nel 2008 è diventato direttore generale dell'Agenzia Italiana del Farmaco (AIFA), dopo essere stato membro del consiglio di amministrazione fin dal 2004. 
Dal 2011 fino al 2014, Guido Rasi è stato direttore esecutivo dell'Agenzia europea per i medicinali (EMA). Il tribunale dell'Unione Europea, dopo aver riscontrato un potenziale conflitto di interesse per due membri della commissione di preselezione, ha annullato il concorso e Guido Rasi è decaduto dall'incarico. La Corte di Giustizia dell’Unione europea ha però successivamente annullato la sentenza del tribunale. Nel frattempo, Guido Rasi ha superato un nuovo concorso indetto dalla Commissione europea e pertanto ha riassunto le mansioni di direttore esecutivo dell'EMA dal novembre 2015 al novembre 2020. Nel 2008 Rasi è diventato professore ordinario di Microbiologia presso l'Università di Roma Tor Vergata. Durante il mandato di Rasi, l'EMA si è trasferita da Londra ad Amsterdam a causa della Brexit. Il trasferimento è stato completato nel marzo 2019.

## Campi di studio e brevetti
Guido Rasi ha pubblicato articoli in campo medico su temi come immunità, allergie, cancro e su questioni normative in medicina. Rasi detiene inoltre brevetti per potenziali trattamenti medici.

## Opere
Pubblicazioni repertoriate online:
- (EN) Author: Guido Rasi, su PubMed, Bethesda (Maryland), National Center for Biotechnology Information. URL consultato il 17 gennaio 2022.
- (EN) Author details: Rasi, Guido, su Scopus, Amsterdam, Elsevier. URL consultato il 17 gennaio 2022.
- (EN) Publications by authors named "Guido Rasi", su PubFacts, Bethesda (Maryland), National Center for Biotechnology Information. URL consultato il 29 giugno 2021.